# Viorica Ioja
Viorica Ioja, z domu Vereș (węg. Ibolya Jozsa-Veres; ur. 26 lutego 1962 w Uivar) – rumuńska wioślarka (sternik) pochodzenia węgierskiego, dwukrotna medalistka olimpijska i trzykrotna medalistka mistrzostw świata.

## Kariera
Wystąpiła na igrzyskach olimpijskich w Los Angeles w 1984, gdzie osada Rumunii w składzie: Florica Lavric, Maria Fricioiu, Chira Apostol, Olga Homeghi i Viorica Ioja zdobyła złoty medal w czwórkach ze sternikiem. W finale A wyprzedziły o 2,55 sekundy Kanadyjki i o 3,99 sekundy Australijki. Na tych samych igrzyskach Doina Șnep-Bălan, Mărioara Trașcă, Aurora Pleșca, Aneta Mihaly, Adriana Bazon, Mihaela Armășescu, Camelia Diaconescu, Lucia Sauca i Viorica Ioja zdobyły srebrny medal w ósemkach. Uplasowały się tam 1,07 sekundy za osadą USA i o 2,05 sekundy przed osadą Holandii.
W czwórkach ze sternikiem wywalczyła też złoty medal na mistrzostwach świata w Nottingham (1986) oraz srebrne medale na mistrzostwach świata w Duisburgu (1983) i mistrzostwach świata w Hazewinkel (1985).
W 1987 wyemigrowała do RFN.